# Bergagölen, Småland
Bergagölen är en sjö i Gnosjö kommun i Småland och ingår i Nissans huvudavrinningsområde.